# Nucifraga columbiana
O Nucifraga columbiana ou Quebra-nozes de Clark é um grande passeriforme da família Corvidae, um pouco mais pequeno que o seu parente da Eurásia, o Quebra-nozes Nucifraga caryocatactes.